# 十年愛
『十年愛』（じゅうねんあい）は、1992年10月16日から12月25日までTBS系列の「金曜ドラマ」枠で、毎週金曜日 22:00 - 22:54に放送された日本のテレビドラマ。主演は田中美佐子と浜田雅功。

## 概要
田中美佐子と浜田雅功が演じる、つかず離れず、結婚まで行かないという微妙な男女の10年にわたる友情関係を1クール全11話で描いた。また、鈴木杏樹の女優デビュー作であるほか、大江千里は『君が嘘をついた』以来4年ぶりの連続テレビドラマへのレギュラー出演となった。さらに、木村一八はこの作品がテレビドラマへの本格的な復帰作でもあった。
作中で斉藤慶子演じる吉野文、木村一八演じる志村浩介の言動には、後のストーカーを彷彿とさせる部分が多く見られる。
1話ごとに1年分のストーリーが進行し、最終話では第1話から10年後になっているという斬新なコンセプトが採られ、劇中では舞台となる時代の当時のニュースが流れるシーンや電話機などの身の回りの品物の変化など、その時代ごとの雰囲気を強調する演出が用いられた。
物語の途中で逆上した文が、メリーゴーラウンドの操作盤を破壊した結果、故障。高速回転しているメリーゴーラウンド内に取り残された娘・雅美を助けようと乗り込んだ雅一が、回転の遠心力で飛ばされて地面に叩き付けられ、病院に搬送された後に死亡してしまうというシーンが当時話題になった。このメリーゴーラウンドのシーンのあまりに強烈なインパクトのため、本作の概要を説明する際にしばしば「大江千里がメリーゴーラウンドで高速回転して死ぬドラマ」という表現が用いられるほどである。物語途中での雅一の事故死との展開は、演じる大江が当時の音楽活動と撮影スケジュールとの両立が厳しかった（最終話前後の時期にコンサートツアーが開始されることになっていた）ためであり、当初は死亡後、劇中にまったく登場しないとなっていたが、のちに変更。各話にワンシーンずつ登場することになった（『週刊TVガイド』の最終回直前特集、音楽誌『PATiPATi』1992年12月号の大江のインタビュー記事による）。
スペシャルが1993年10月8日に2時間版で放送された。

## あらすじ

### 連続ドラマ
カッコ内はドラマの中で使用される写真の日付。
第1話
OLの谷青空は上司と不倫して別れたが、ひょんなことからフリーターの粟野嵐と知り合う。親友の吉野文は田村雅一と婚約するが、青空は雅一に片思いしていた。青空につきまとう嵐は事情を知ると「十年たってまだ一人だったら結婚したる」と背中を押す。文の結婚式の直前、青空は雅一に告白。実は青空のことが好きだった雅一は青空の手を取り式を抜け出す。(1982.12.24)
第2話
青空は雅一と駆け落ち後の後始末に追われる。(1983.1.15)　青空は雅一に指輪をねだる。嵐は雅一に金を借り女のアパートに転がりこんでいた。青空の妹の美幸は嵐に声をかけ、連れまわしたあげく警察に保護される。迎えに行った青空は嵐と再会する。雅一は青空を教会に連れていき式を挙げようと言うが、青空は指輪を返し結婚できないと泣き出す。翌日、青空は会社前で待っていた嵐を誘い、会社をさぼって遊園地に行くが、不倫相手の子を妊娠していると打ち明ける。嵐は青空を産婦人科に連れていき、中絶手術の同意書にサインする。中絶した青空は雅一と教会で式を挙げる。(1983.4.1)
第3話
(1984.3.5)　雅一と新婚生活を送る青空は妊娠。タクシー運転手になった嵐はお見合いから逃げ出した文を乗せる。文は青空と雅一を恨んでいた。嵐は18歳の女性を妊娠させ逃げたため、女性の兄に暴行され、青空の母親の愛子から手当を受ける。愛子の実家で嵐と再会した青空は嵐にやりたいことを聞くと、嵐は役者になりたいが大阪に帰ると言う。臨月の青空は上京する雅一の母親を迎えに東京駅に行くが、大阪行きの新幹線に乗る嵐を引き留めようとして一緒に乗り込んでしまう。新横浜駅で降りた青空に陣痛が始まる。雅一と連絡がつかず、嵐は青空とタクシーで病院に向かうが大雨で立ち往生。青空は車を降りて近くの納屋に入り出産。嵐が立ち会う。その後入院した青空を見舞った雅一は複雑ながらも嵐に礼を言う。(1984.10.18)
第4話
青空の娘は雅一の字をとって雅美と名付けられた。嵐は役者を目指すがオーディションに落ち続け劇団を立ち上げアルバイト。3人は友人としてつきあっていた。(1985.9.11)　青空は雅美を託児所に預けて仕事に復帰する。モデルになった美幸は再会した嵐と飲みに行くが、そこで二人は文と雅一が飲んでいるのを目撃。美幸は青空に張り合い、嵐と交際宣言する。青空は職場の後輩の志村浩介にアプローチされる。青空は雅一が文と密会していることを知る。文は雅一に青空が結婚前に中絶していると暴露。雅一は産婦人科を調べ同意書に嵐のサインがあったことを突き止める。雅美1歳の誕生日、青空と雅一は口論になり、雅一は嵐に会うなと命じる。雅一は文と密会、青空も浩介と食事に行く。
第5話
(1986.4.28) 青空は浩介の部屋から逃げるが、雅一は文とホテルに行ってしまう。嵐は青空の前から姿を消したが、美幸は嵐のアパートに入りびたり、妊娠したという。文と浩介の誘いで青空と雅一はすれ違う。雅一が嵐を遠ざけたと知った青空は離婚を決意し実家に戻る。青空と再会した嵐は美幸と結婚すると打ち明ける。美幸と嵐の結婚式の日、嵐は雅一に青空が好きだったが雅一だからあきらめた、仲良くしてくれと頼む。青空も浩介と別れ会社も辞めると言い雅一もやり直すと答える。美幸は妊娠は嘘だったと泣き出すが嵐はすぐ作ったらええと慰め二人は結婚する。雅一は土地を買う。
第6話
1986年、お互いの浮気騒動を乗り越え美幸の結婚を経てマイホームの土地を買った雅一と青空。だが文の恨みは収まらない。(1987.12.11)　美幸は嵐と結婚しても夜遊びや買い物で自堕落な生活を送り、愛子に小遣いをねだる。嵐は役者を諦め建設現場で働く。浩介は青空につきまとう。雅一の事務所や取引先に不倫を示唆する怪文書が次々送られる。美幸は家出。青空は文の会社に乗り込み、怪文書を突きつけるが、文はシラを切る。青空が雅美を保育園に迎えに行くと親戚を名乗る女性に連れ去られていた。青空は待ち伏せしていた浩介の車で雅美を探す。雅一は文の電話で嵐と遊園地に向かう。二人はメリーゴーランドに乗る文と雅美を発見。逆上した文はメリーから飛び降り、制御室のスイッチを壊す。メリーは猛スピードで回転し、雅美を助けた雅一は投げ出される。
第7話
雅美は右足を骨折したものの命は取り留めた。雅一は昏睡状態が続くが青空は回復を信じていた。(1988.1.4) 雅一は青空の夢に現れたあと死去する。葬儀のあと、雅一の母親は青空に「あんたといるとみんな不幸になる」と罵倒する。さらに退院した雅美を大阪に連れ去る。1988年10月、愛子たちは裁判に訴えるが埒が明かない。嵐の提案で青空愛子美幸の4人でバーベキューに出かけペンションを建てたいと盛り上がるが青空は暗い顔。結婚してようがスッポンみたいに離れないと叫ぶ嵐に青空はこっちも一生つきまとってやると返す。青空と嵐は大阪へ行き、雅一の実家に押しかける。青空は雅美に必ず迎えにくると約束する。二人はホテルのシングル二部屋に泊まり、朝一の新幹線で帰ることにする。
第8話
青空は月に一度大阪で雅美に会えるようになった。愛子はイランイラクへ取材。 (1989.1.7) 青空は求職中で神戸支社の仕事に迷う。青空と嵐の仲を疑う美幸は、浩介に青空を誘惑させる。そこへやってきた嵐に、浩介は青空以外と結婚しないと宣言する。嵐は青空と港で話すうち、美幸と別れて青空と結婚すると告げる。青空は帰る途中、スナックで働く文を見かける。嵐は美幸に離婚を言い出すが美幸は抵抗。青空の夢の中に雅一が現れ、青空が幸せになると誰かが不幸になるが恐れてはいけないと言う。翌日、青空は嵐と落ち合うがデートを楽しんだあと、羽田空港から一人神戸行きの飛行機に乗る。(1989.2.14)
第9話
嵐を忘れるため青空が神戸に移って1年。中東で取材中の愛子が銃撃を受け帰国。(1990.8.15) 青空は病院に駆けつける。美幸は仕事を再開し最近家に帰っていないらしい。1990年秋、愛子は退院し快気祝いで青空美幸嵐が集まる。愛子は家族で山中湖でのペンション経営を持ちかけるが、浮気疑惑でぎこちない美幸たちは断る。青空が新幹線で帰るのを美幸は嵐に見送りに行かせるが、嫉妬で家を荒らす。愛子は山中湖に女の駆け込み寺になるペンションを建て始めるが嫌がらせにあう。青空は現地に駆けつけ、愛子とプレハブに泊まりペンションを手伝うと決めるが嫌がらせのトラックが突っ込み、二人は材木の下敷きになる。愛子は青空をかばい脱出させたあと圧死する。青空は美幸に嵐に結婚を申し込むつもりと語る。だが嵐は弱い自分が情けないので一緒にいるのが辛い、と置手紙を残して消息を絶つ。
第10話
青空は山中湖のペンション作りに没頭する。(1991.4.9) 建設現場は嫌がらせで何度も荒らされたが青空は作業員を励ます。大阪の田村家から今朝から雅美がいないと電話。雅一の母は青空のせいと激昂。青空は文を疑うが雅美はいない。雅美は警察に保護され青空が迎えに行く。翌朝迎えに来た田村の両親に青空は土下座して雅美と暮らしたいと頼む。雅美も土下座し田村両親も観念する。青空は文に報告し疑ったことを謝罪。文は働いているスナックで店員に侮辱され、やめてやると青空と二人で暴れて逃走。文は青空を許す。文は青空のペンション計画に加わる。「谷愛子のペンション 希望の家」が完成。そこへ嵐が来るが青空に会わず去る。オープン3日前、青空は文に嵐がいないと苦しい胸のうちを明かすと文はオープンを遅らせて探せばよいと言う。青空は劇団あおぞらの名を頼りに探し、児童館で人形劇に出演する嵐を発見。青空は生き生きしている嵐を見て安心するが嵐はすぐ移動するという。嵐は青空を置き去りにして出発するが、青空は車の前に立ちふさがり嵐と幸せになりたいと叫ぶ。劇団員たちに促され嵐は車を降り青空と抱き合う。
第11話
嵐、文、青空はペンションをオープン。青空は嵐がプロポーズしてくれないのを気にしていた。(1982.12.21) 7年前文とお見合いした岡崎がシングルファーザーになってペンションを訪ねてくる。文は拒絶するが、青空は幸せにならなきゃと励まし、結婚を決める。警察から美幸が怪我したと連絡があり青空は車で急ぎ上京する。美幸は浩介の子を妊娠し、浩介はプロポーズしたが美幸は一人で育てると断り、浩介は殴ってしまったという。青空は美幸を呼びよせようとするが、美幸は愛子のようになりたいと断る。墓参りを済ませ姉妹は別れる。青空は車の中にあったカセットテープで嵐がクリスマスにプロポーズすると吹き込んでいたのを聞く。ペンションはクリスマスパーティー。雪道を走る青空は山道から転落して怪我をする。ペンションはろうそくの火で火災が発生。雅一が青空の前に現れ、死んだ人間に気を遣うな、もう現れないと消える。嵐は雅美を助け出したあと青空を探す。青空は嵐に助けられ、病院のベッドで目覚める。ペンションは全焼。青空は結婚をやめよう、形式にこだわることはない、嵐がそばにいればいいと言う。十年後はどうなってると聞く青空に嵐はずっと一緒と答える。

### スペシャル
間男をしていた嵐を見捨てた青空。その数日後、嵐は再会した青空を口説いていると雅一がやって来た。かつて同級生だった2人は再会を喜び合う。文と結婚するという雅一だが、青空と雅一は以前から心惹かれ合っていた。しかし文との結婚式は無事に終了。嫉妬心に悩んでいた青空に嵐が告白。成り行きで結婚する。
しかし青空と嵐の夫婦仲は、最初から冷え切っていた。そして嵐は、青空への自分の気持ちと、雅一への想いを断ち切れないままでいる青空の心境を考慮し「1年間、このままの状態で様子を見たい」と申し出る。
同時に雅一と文も家を訪れた嵐と青空の前では円満に振る舞っていたが、実は結婚から半年経たない内に不仲になっていた。文との結婚を後悔した雅一から告白された青空は一度は断るが、彼が文と別居を経て正式に離婚したと美幸から聞かされ、心が揺れる。そして約束の1年が経過。母の愛子に背中を押された事もあり、嵐の誕生日でもある7月7日に「最終の新幹線の発車時刻までに来なかったら、離婚を受け入れる」という嵐に見送られ、雅一に会う青空だが、そこで嵐とやり直したいという気持ちに気づく。
自分の気持ちが変わってしまった事を伝え、嵐のもとに戻ろうとする青空を追った雅一が事故死。ショックを受ける青空。そしてその間に約束の時間を過ぎたとして､嵐は大阪へ帰って行った。
嵐と出逢ってからちょうど10年目。青空は嵐への想いを小説『十年愛』（連続ドラマのストーリーに該当）に綴って出版（そこで実はドラマ本編は青空が、自身の願望を交えて「もし、初めての出会いの時に嵐を車に乗せていたら?」と想定した架空の物語で、約束の時間から9年間消息を掴めない嵐へのメッセージとして執筆した想いが込められていたいう事実が明らかになる）。そして、出版直後の七夕の日、ついに二人は再会を果たし、実は青空は離婚届けを提出してない事を打ち明けた。

## キャスト

### 主要人物
谷 青空 ⇒ 田村 青空
演 - 田中美佐子
主人公。1957年の秋生まれ。生まれた日の美しい空に感動した母によって命名される。父を知らず父親不在、母も働きづめの貧しい家として幼い頃はいじめに遭ったこともあるが、8歳の頃に妹が生まれ、その直後に母が著書を出した事から生活が大きく変化。私立中高一貫校から大学へ進学。アメリカ留学などを経て卒業後は外資系の商社に就職。やり手で有能ではあるが、父親の面影を見た上司、森田と不倫関係に。森田の住むマンションから立ち去ろうとした際に間男をしていた嵐を救う形で出会う。
親友･文の恋人である雅一に心惹かれるが、友情を気にして素直になれずにいたところを嵐に糾弾されてしまう。
嵐の後押しもあり、結婚式当日に雅一に告白したところ、同じく青空が好きだった雅一と共に結婚式から脱走してしまうことになる。その後に雅一と正式に結婚、長女・雅美を出産。
しかし、結婚前に森田の子供を堕ろしており父親の身代わりに嵐が署名していたことを雅一が悟り、夫婦仲が悪化、寂しさのあまり会社の後輩だった浩介を受け入れる形で、不倫関係になってしまう。
その後、離婚寸前にまで陥ったものの嵐の取り成しもあって雅一との夫婦仲も修復に成功。会社を辞め、再出発を誓った矢先に雅美が文に誘拐され、救出に向かった雅一が事故死。義母との確執が決定的になってしまい雅美も奪われる。
嵐への思いを断ち切るために神戸へ旅立ったが、母･愛子が怪我で帰国。そして山中湖でのペンション経営を始めるに至ってその手伝いに加わる。
そして雅美を取り戻し、人形劇劇団員となっていた嵐の消息もようやく掴み、彼に自分の想いの丈を告白して帰ってきてもらうことに成功する。
その後、嵐と共にペンションを経営し、結婚も考えていたがペンションは失火で消失。
最終的に嵐とは結婚という形にはこだわらず、「ずっと一緒にいる」という選択肢を選ぶ。
粟野 嵐
演 - 浜田雅功（ダウンタウン）
1958年7月7日生まれ。役者志望で、定職に就かずヒモのような生活を送っていた男。出身地は大阪、使用言語は関西弁。ヤクザの女房と情事中に亭主が帰ってきてしまい、ベランダにぶら下がっていたのを下にいた青空に救出される。その後、小学生の一時期、同級生だった雅一と再会。交流を持つように。
その後も女に対してだらしない態度（複数の女性とヒモ関係を結ぶ、ヤクザの妹の高校生を妊娠させる）が見られたが、愛子に危機を救われたこともあり、谷家の女性陣との関わりを深めていく。
青空が雅一を愛していることにいち早く気づき、素直に告白するよう促したことがきっかけとなり、その後10年にわたって雅一と青空の共通の親友、もしくは義弟（青空の妹・美幸と結婚）として関わり続ける。
美幸との離婚後、青空との立場や姿勢のギャップに耐えられなくなり彼女の前から姿を消す。その後は人形劇を上演する旅芸人の団員となっていたところを捜し歩いていた青空と再会、ようやく結ばれる。ただし結婚という形にはこだわらず、良きパートナーという形を貫いている。
スペシャルでは青空と成り行きで結婚後、狛江市和泉のマンションで同居。自動車修理工として働く内に青空に心惹かれてゆく。一旦、大阪に戻ってゆくが青空の出した著書を知って上京。再会後に離婚届が出されていなかったと知る。

### 田村家
田村 雅一
演 - 大江千里
1958年生まれ。大阪の裕福な家で一人っ子として育ち、一流大学卒業後、 東京の建築事務所に勤務する雇われの建築士。出版社のリポーターとして取材に来たのをきっかけに文と交際・婚約するが、実は青空に心惹かれていた。結婚式当日に青空からの告白をうけ、式を放棄し青空と共に脱走。その後、青空と正式に結婚。一人娘･雅美を儲けるも仕事重視の青空とのすれ違い、青空が結婚前に中絶、同意書に嵐がサインをしていたと悟った事から夫婦間に亀裂が入り、文と浩介の介入を許してしまうことになり、一度は離婚寸前まで至る。
普段は温厚な性格だが、優柔不断な面と同時に頑固な面を持ち合わせ、自身の身勝手さを棚上げし、相手を罵倒する。青空の中絶に関しては嵐の子だと思い込み、嵐が美幸と結婚した事をも含めて母親に都合の良い様に告げ口をし、青空との関係修復後も真実を伝えていない様子が見られる。
ようやくお互いに理解し合って夫婦の仲を修復したのも束の間、復讐を企む文によって誘拐された雅美を救出しようとして事故死。
その後は各話で青空の夢枕に現れ、嵐に対して素直になりきれない青空の背中を後押しする。最終話では崖下に転落して意識を失った青空の夢枕に現れ、嵐が救出に現れるまで彼女を見守り続けた。
母親、同郷の嵐と会話するときは大阪弁になる。
職業柄、面白いデザインの家を見つけると、何を差し置いてもカメラを向ける癖がある。
家族の顔がいつでも見えるよう、部屋の数がなるべく少ない小さな家を建てたい、という願いを持っていた。
スペシャルでは青空に惹かれつつも文と結婚。しかし不仲になったのを理由に青空に迫るが、彼女から嵐との結婚を続けたいと告げられて後を追い、事故死する。
田村 清子
演 - 岩本多代
雅一の母。性格にきつい面が見られ、嫌味を言ったり、ヒステリックになることも多い。青空との結婚に反対し、一旦は結婚を認めるが、雅美に固執し毎週末に押しかけてくる様に。のちに雅一の死の原因が青空だと思い込み、入院していた雅美を田村家の跡取りとして強引に連れ去り、青空の中傷を吹き込み、雅美に会いに来た青空と嵐を警察に突き出したりしたこともある。青空から起こされた裁判でも彼女を悪く言った様子が見られる。家出した雅美から「ママと暮らしたい」と訴えられ立腹。しかし彼女の強い意志の前に諦めて帰って行った。スペシャルには登場しないが、文に嫌味を言うと台詞で語られている。
田村 雅義
演 - 内山森彦
雅一の父。資産家で豪邸に住んでいる。雅美が青空と暮らす事を希望していると知って理解を示し、「こうなるのが自然」「お前が最も理解しているはず」と癇癪を起こした清子を宥めた。
田村 雅美
演 -野沢満恵
雅一と青空の娘。出産時に彼女を取り上げたのは嵐。保育園へ通っていた頃、文に誘拐された末に右足を骨折。雅一の死の直後、父方の祖母である清子によって病院から大阪の田村家に連れ去られ、青空とは月1回の面会のみとなってしまう。清子から雅一の死の原因は青空だと吹き込まれていたが、小学校に入学した直後、同級生から母親不在をからかわれたのを理由に、自分の意志で、青空の真意を確かめようと家出。新幹線の車内で警察に保護された後、青空と再会。連れ戻しに来た清子に「帰ったらまた家出する」と宣言。ついに親子で暮らせることに。以前、会いに来た青空から渡されたペンダントを大事に持っていた。

### 谷家
谷 美幸  ⇒ 粟野 美幸 ⇒ 谷 美幸
演 - 鈴木杏樹
青空の異父妹。1965年頃、母が既婚者と不倫の末に生まれており、青空同様に戸籍に父の名は記載されてない。実直な印象の青空に対して、派手な性格で華やいだ印象だが、対抗意識が強く寂しがり屋。自分が周りの人間に愛されているかどうかを常に気にしている。家に寄りつかず窃盗・夜遊びなど問題行動が多く、高校2年の冬に歓楽街で騒動を起こした直後、出席日数不足などを理由に中退。その後はコンパニオンなどをしていた。
嵐の真意にいち早く気づき、青空と張り合うべく嵐を奪い取ろうとして何かと付きまとい誘惑。子供ができたと嘘をついて嵐に結婚を迫る。式当日、妊娠は嘘だったと告げるがそのまま結婚。しかし直後から夜遊び、家事放棄、高額な買い物などで嵐を怒らせた事もある。のちに改心したが、青空に傾く嵐をついに振り向かせられず、一度は浩介を焚き付けて二人の仲を裂こうとするものの、大喧嘩の末に離婚。
その後、寂しい者同士の浩介と行きずりで結ばれることになり子供を身籠ったものの、青空の悪口を言いながら関係を持つような男を父にしたくないという思いの他、彼に愛される自信が持てず、自分を愛してくれるかどうかを疑うことも嫌になったため、母が自分達を結婚せずにシングルマザーで育てたようになりたい道を選び、実家のマンションを売り払い、青空とも別れて旅立った。
スペシャルでは学生か就労者か等の社会的立場は明らかになっておらず、周囲に情報を伝えたり、姉夫婦がうまくいってない事を察して嵐に接近するも相手にされない姿が描かれている。
谷 愛子
演 - 白川由美
青空と美幸の母。1941年頃生まれ。美幸を出産後、シングルマザーとしての体験談を出版後、エッセイストとして活躍しているが、男性を見下したその論評に敵が多い。デビューのきっかけになった自叙伝のタイトルは『殺しても死なない女』。
嵐が妊娠させてしまった相手の兄から殴り込みを受けたところを救ったり、突然（不倫相手の子供を妊娠していたことが原因で）婚約破棄を申し出た青空の真意が測れずに困惑する雅一を励ます、離婚寸前に陥った青空と美幸との結婚を決断しきれない嵐を（偶然を装って）引き合わせることで双方の問題解決を図るなど、随所で二人の娘をバックアップする。
貧しかった頃は青空から「こんなひどい人が母親のはずはない」と思われる程に辛辣な態度がみられたようだが、美幸を出産した頃から経済状況などに変化が発生した事もあり、自由放任主義に変更。問題を起こした美幸の身元引き受けも青空に丸投げする等、無責任な様にも見えたが、実は誰よりも愛情深い性格で、家族の絆を大切にしている。
1990年に出先のクエートで被弾。治療の為に帰国する。
その後山中湖にペンションを建設することになるが、妨害工作を受けて青空と共に木材の下敷きになり、自分の命と引き換えに青空を救い、そのまま絶命する。
スペシャルでは志村浩介と婚約会見をおこない、一緒にペンション建築を目指すが反対派の襲撃によって志村は即死。愛子自身も意識不明の重体となるが、青空の呼びかけで回復。退院後に志村を供養しながら青空に対して自分の気持ちに素直になる様に諭す。

### その他
志村 浩介
演 - 木村一八
青空の会社の後輩。もとより青空に好意を寄せ、何かと誘いを掛けていたがそのたびに肘鉄を食らわされていた。
のちに雅一との確執に悩んでいた青空の心の隙間に入り込む状態で、不倫関係となったこともある。
その後、雅一とやり直したいとして別れを告げられた事を認められず、青空に対して執拗につきまとった事が雅一の死の原因のひとつとなってしまう。
雅一の死後、青空と嵐の仲を裂きたい美幸にたき付けられて、青空に接近。しかしうまく行かず、嵐と離婚した美幸と関係を持つ。のちに彼女の妊娠を知って、結婚を申し出るが美幸はシングルマザーになる選択をしていた為に口論・暴力沙汰になり警察に逮捕される。しかし美幸が被害届を出さなかったため、釈放される。
その後、「結婚し一緒に子供を育てたい」と美幸を迎えに現れるが、振り切られた。以後の動向は不明。
スペシャルでは愛子の恋人として登場。ペンションの建築工事の最中に反対派の襲撃を受けて死亡。
吉野 文
演 - 斉藤慶子
1957年度生まれ。青空とは高校からの親友でやや甘えん坊で心優しい性格だったが、結婚式当日の雅一の裏切りに遭い、青空を激しく恨むようになる。婚約破棄後は実家、退職予定だった出版社に留まるが、深酒をしたり、周囲に嫌がらせをしたり悪態をつく等、性格と言動に変化が発生。青空が中絶をした事を雅一に伝えてしまう。
雅一を取り戻すため、夫婦の確執に乗して雅一を誘惑し不倫。中絶をバラした事も含めて青空を挑発。つかみ合いの喧嘩をした直後、雅一から別れを切り出されて逆上。脅迫ビラの配布、無言電話や雅美誘拐を引き起こした末、雅一を死に至らしめ、警察沙汰になったことから、出版社を懲戒解雇。実家の方も出されてしまう。
その直後に正気を取り戻すと同時に、自身のした事を悔やみつつキャバレーのホステスとして生活していたが、経営者から嫌がらせをされていたところを、たまたま店に来ていた青空に救出された事から和解を果たし、以後は青空のペンション経営を手伝うようになった。
その後、キャバレーの指名客だった岡崎から結婚を申し込まれるが、過去に起こした事件を理由に断ろうとする。しかし彼の真摯な態度と嵐と青空の叱咤激励により、結婚へ進む事になる。ペンション火災で焼け出された後の動向は不明。
スペシャルでは雅一と無事に結婚。しかしまもなく夫婦仲は冷えてしまう。一旦、実家に戻った事と別れを切り出した雅一を刃物で襲撃し負傷させた後に正式に離婚した事が台詞で描かれている。
岡崎
演 - 小林すすむ
雅一との破談後に文と見合いした男その後、別の女性と結婚するも息子（演：朴悠）を残して逃げられ、キャバレーの客として文と再会した際、彼女の姿が見合い当時にも増して寂しそうだったために「この人を幸せにできるのは自分しかいない」と考え、キャバレーに通って指名したり、風邪を引いた子供の看病を頼んだりという形で文に関わる。文が店を辞めたと知って、ペンションを訪れ、結婚を申し込んだ。
その後一家でペンションに住み込んで働いていたようだが、ペンション火災で焼け出された後の動向は不明。
洋子
演 - 原田貴和子
嵐が美幸との離婚後に所属していた劇団「あおぞら」の構成員。既婚者。夫婦と他構成員達とで子供たち向けのお芝居をしながら、日本各地を回っている。青空が嵐に捨て身で告白する姿に感銘し、嵐を諭し拍手で送り出した。OPでは『山田』とクレジットされている。
岡本
演 - マルセ太郎
青空が森田の子を妊娠した際、中絶手術を依頼した医師。新横浜駅から東京へ向かう途中の郊外で小さな医院を経営している。同意書に代理で署名したという事を見抜けず、嵐に「無責任だ」とカミナリを落としたり、雅一の子を妊娠中の青空と再会した際に、嵐を悪く言ってしまったことがある。その後、外で出産した青空を母子ともども受け入れるが、中絶の事実を確かめにやって来た雅一に対して、医師としての守秘義務を遂行したものの、状況と言動の不自然さなどから中絶を確信させてしまう。
森田
演 - 横光克彦
青空の勤務する企業の社員。既婚者で地方から単身赴任していた。雅一の面影を感じた青空と不倫していたが、家からの連絡にうろたえる姿に幻滅され、別れを切り出される。結婚式場での暴挙を知って以来、青空に対して軽蔑心を持ち込んだり、嫌味を言ったりもしたが、彼女を待ち伏せする嵐に「君も振られたのか?」「待ち伏せなんてしたら嫌われるだけだと思うよ」と諭すなど、基本的な性格は悪い方ではない。
嵐の元恋人
演 - 常盤貴子
雅一の子を妊娠中、嵐に会いたいと､部屋へ押し掛けた青空に「あんたもあいつに騙されたの?」と話し掛けている。
バーの経営者
演 - 椎谷建次
出版社を退職後の文が働いていた店の店長。横柄な態度で文をいたぶっていたため、居合わせた青空から襲撃される。
リカ
演 - 原久美子
嵐と交際していたホステス。転がり込んで来た嵐と結婚しても良いと思っていたが、美幸をホテルに連れ込んだとして警察に連行された嵐に住所を伝えられてしまい、連絡を受け憤慨。彼をつまみ出すが、たまたま訪ねてきた雅一に鞄をぶつけてしまう。
美幸の担任の教師
演 - 斉藤晴彦
歓楽街を巡回中、美幸を見かけて注意しようと追うが、一緒にいた嵐に「一回寝たらしつこくされてる」と偽証され、散々な目に遭う。
ブティックの店員
演 - 本庄和子
挙動不審な美幸に気づき、声を掛けるが嵐によって煙に巻かれてしまう。その後に再び嵐を見かけ、声を掛けると彼は青空にスーツを購入させる。
雅美を保護した刑事
演 - 加賀谷純一
雅美が保護された経緯を青空に説明する。
嵐の母
演 - 大方斐紗子（スペシャル）
結婚式場で感激して青空にお礼を言う。
出版社社員
演 - 金田明夫（スペシャル）
原稿を持ち込んだ青空に対して出版を勧め、嵐へのメッセージでは?と気づく。

## スタッフ
- 脚本 - 遊川和彦
- 演出 - 吉田秋生、吉田健、横井直行
- プロデュース - 八木康夫、横井直行
- 音楽 - 若草恵
- 主題歌 - 大江千里「ありがとう」
- AP - 壁谷悌之
- AD - 北川雅一
- 制作 - TBS

## 放送日程
連続ドラマ
| 各話                                                       | 放送日         | サブタイトル                        | 演出     |
| ---------------------------------------------------------- | -------------- | ----------------------------------- | -------- |
| 第1話                                                      | 1992年10月16日 | 今、幸せですか?                     | 吉田秋生 |
| 第2話                                                      | 10月23日       | 運命の結婚                          | 吉田秋生 |
| 第3話                                                      | 10月30日       | 産みの苦しみ                        | 吉田健   |
| 第4話                                                      | 11月06日       | 夫の反乱                            | 吉田健   |
| 第5話                                                      | 11月13日       | 破局の果てに…                       | 吉田秋生 |
| 第6話                                                      | 11月20日       | 命がけの復讐                        | 吉田秋生 |
| 第7話                                                      | 11月27日       | 抱きしめてほしい                    | 吉田健   |
| 第8話                                                      | 12月04日       | 一生分の涙                          | 横井直行 |
| 第9話                                                      | 12月11日       | 永遠の別れ                          | 横井直行 |
| 第10話                                                     | 12月18日       | 死ぬほど会いたい                    | 吉田秋生 |
| 最終話                                                     | 12月25日       | あなたの、そして私の一番大切な人へ… | 吉田秋生 |
| 平均視聴率 16.5%（視聴率は関東地区・ビデオリサーチ社調べ） |                |                                     |          |

スペシャル
| 放送日        | 演出     |
| ------------- | -------- |
| 1993年10月8日 | 吉田秋生 |

## エピソード
- このドラマにおける、大江千里の役名「田村雅一（たむら まさかず）」は、決定までに紆余曲折を経ている。
  - 当初案では全く別の名前[20]であったが、大江から（田中や浜田の役名と比較して）インパクトに欠けると難色を示されたため、スタッフが提案した名前が「田村正和」であったという（制作発表時にもこの役名で紹介された）。
  - しかし、今度は同名の役者[21]から名前を拝借していることが露骨に表れてしまい、局側からクレームが付いたため、放送開始直前になって、当時同ドラマのADだった北川雅一（現・TBS制作局・ドラマ制作センター担当部長）より、名前の2文字を拝借して、最終的に「田村雅一」とされることになった。
- 第1、2話で、田中演じる谷青空の不倫相手（会社の上司）を演じているのは、その後、政治家に転じた横光克彦である。
- 第2、3話に、マルセ太郎が産婦人科医役で出演している。
- 第2話で大江のメガネが外れるシーン[22]があるが、以後は第4話の悪夢に飛び起きる場面や第7話の昏睡状態のままベッドに横たわり臨終を迎える[23]という、通常メガネを掛けていることが有り得ないシーンでもメガネを掛けている。
- 第3話で、浜田演じる粟野嵐の交際相手として、無名時代の常盤貴子が出演している。
- 第5話で、嵐と美幸の結婚式のシーンに、大江のマネージャー（当時）がエキストラとして出演している。
- 最終話では、挿入歌として渡辺美里の「青空」が使用されている。
- この枠の前番組がいわゆる「冬彦さん現象」で社会的反響の大きかった『ずっとあなたが好きだった』であり、大江演じる田村雅一と佐野史郎演じる桂田冬彦に共通点があるとして[24]、当時のTV番組情報誌の中にはこの二人を比較していたものもあった[25]。
- 雅一が自室で一人になってNゲージを走らせるシーンがあり、雅一の事故死後も、番組の局面シーンにNゲージが効果狙いの小道具として何度か登場した。
- この番組での共演がきっかけとなり、大江が『ダウンタウンのごっつええ感じ』にゲスト出演したことがある。
- この番組での共演が縁で、田中は後に発表された大江のアルバム『SENRI HAPPY』のレコーディングに参加している[26]。